# Baie des Îles (Géorgie du Sud)
Ne pas confondre avec la Baie des Îles située dans la région de Northland, dans le nord de l'île du Nord de la Nouvelle-Zélande
La baie des Îles (en anglais Bay of Isles) est une baie de la côte nord de la Géorgie du Sud. Située entre le cap Buller et le cap Wilson, elle mesure 14 km de large et profonde de 4,8 km. Elle a été découverte en 1775 par une expédition britannique dirigée par James Cook et ainsi nommée par lui, car il existe de nombreuses îles (au moins douze) qui se trouvent dans la baie, dont la plupart de celles-ci sont nommées d'après les oiseaux marins y résidant :
- Île Albatross
- Île Croissant
- Île Invisible
- Île Mollymawk
- Île Skua
- Île Petrel
- Île Prion
- Île Tern

C'est un site naturel protégé par son statut de parc national.